# Голінда (Техас)
Голінда (англ. Golinda) — місто (англ. city) в США, в округах Фоллз і Макленнан штату Техас. Населення — 618 осіб (2020).

## Географія
Голінда розташована за координатами 31°21′44″ пн. ш. 97°4′25″ зх. д. / 31.36222° пн. ш. 97.07361° зх. д. (31.362324, -97.073591).  За даними Бюро перепису населення США в 2010 році місто мало площу 10,56 км², з яких 10,45 км² — суходіл та 0,10 км² — водойми.

## Демографія
Згідно з переписом 2010 року, у місті мешкало 559 осіб у 218 домогосподарствах у складі 155 родин. Густота населення становила 53 особи/км².  Було 244 помешкання (23/км²).
Расовий склад населення:
| - 69,8 % — білих - 17,2 % — чорних або афроамериканців - 0,5 % — корінних американців - 7,9 % — осіб інших рас |

До двох чи більше рас належало 4,7 %. Частка іспаномовних становила 15,9 % від усіх жителів.
За віковим діапазоном населення розподілялося таким чином: 22,2 % — особи молодші 18 років, 58,8 % — особи у віці 18—64 років, 19,0 % — особи у віці 65 років та старші. Медіана віку мешканця становила 44,0 року. На 100 осіб жіночої статі у місті припадало 97,5 чоловіків;  на 100 жінок у віці від 18 років та старших — 104,2 чоловіків також старших 18 років.
Середній дохід на одне домашнє господарство  становив 50 731 долар США (медіана — 44 732), а середній дохід на одну сім'ю — 52 153 долари (медіана — 45 000). За межею бідності перебувало 28,0 % осіб, у тому числі 57,6 % дітей у віці до 18 років та 0,0 % осіб у віці 65 років та старших.
Цивільне працевлаштоване населення становило 217 осіб. Основні галузі зайнятості: транспорт — 22,1 %, освіта, охорона здоров'я та соціальна допомога — 21,2 %, публічна адміністрація — 13,8 %, будівництво — 8,8 %.